# Woodville, Ohio
Woodville är en by i Sandusky County i den amerikanska delstaten Ohio med en yta av 3,2 km² och en folkmängd som uppgår till 1 977 invånare (2000). Orten grundades år 1836. Astronauten Terence T. Henricks gick i skola i Woodmore High School i Woodville.